# Балкански походи на Маврикий
Балканските походи на Маврикий са поредица военни походи на император Маврикий (582 – 602) целящи отстраняването на аварската и славянска заплаха от източноримските балкански провинции в края на VI век.

## Въведение
Маврикий и Анастасий I (430 – 518) са единствените императори на Източната римска империя, които в Късната Античност провеждат последователна политика на Балканския полуостров с цел подсигуряване на северните граници срещу нападения на варварски народи. Маврикий води поредица от походи срещу авари и славяни за защита на балканските провинции на Римската империя. През втората половина на неговото управление, особено след сключването на мир с персите, тези походи заемат основна част от неговата външна политика.
Успехът на продължителните походи е променлив, преобладаващи са обаче трудно постигнати успехи, които може би са щели да предотвратят заселването на славяните на Балканския полуостров. Днес можем да отнесем походите на император Маврикий към края на серия активни отбранителни действия проведени от Римската империя срещу варварите по Рейн и Дунав. Що се отнася до походите срещу славяните, то тези войни носят белезите на една асиметрична война.

## Положението на Балканите до 582 г.
При възкачването на Маврикий на трона сигурността на балканските територии е в критично състояние. Още по времето на Юстиниан I защитата на балканските провинции от нападения на славяни и други варварски народи, които от началото на VI век застрашават Дунавски Лимес (Дунавската граница) и периодично ограбват балканските провинции, се занемарява. Юстиниан I възстановява Дунавския Лимес, но се отказва да води походи срещу славяните и концентрира своята политика на изток срещу персите и на запад. Неговият племенник и наследник Юстин II успява да привлече аварите, които от своя страна нанасят поражения на гепидите, а по-късно на славяните. Тази типична римска практика води до утвърждаване на Аварския хаганат като по-значим от гепидите и славяните фактор. По време на походите си срещу славяните, аварите често навлизат и в земите на империята.
През 572 г. Юстин II започва продължителна война срещу персийските Сасаниди, която мобилизира огромни финансови и войскови ресурси, които били предвидени за защитата на балканските земи. От император Тиберий II Маврикий наследява празна хазна. В тази обстановка продължаващите славянски нападения започват да разрушават античния облик на балканските римски провинции.
Няколко месеца след възкачването на Маврикий на престола, когато аварите на Кан Баян I подпомогнати от славянски войски превземат Сирмиум (днес Сремска Митровица) в Панония, войните с варварските народи настъпват в нова фаза. С превземането на дунавската крепост аварите и техните съюзници за първи път съумяват да се установят трайно в територии южно от Дунава.

## Походите между 591 – 595 г.
През късното лято на 591 година Маврикий сключва мир с персите, като успява дори да върне Армения в границите на империята. Благодарение на мира не само ветераните от войните с персите са предислоцирани на балканския полуостров, но и допълнителни арменски части. Отслабването на аварския и персийски натиск позволява на Маврикий да се концентрира върху славяните. Сам Маврикий още през предходната 590 година посещава Анхиало и други градове в Тракия, за да контролира тяхното възстановяване и укрепване.
През 592 неговите войски успяват да си възвърнат отново Сингидунум (на латински: Singidunum, днешен Белград), да изтласкат плячкосващите славяни от Мизия и да възстановят и осигурят пътните артерии между римските градове на юг от Дунава. Целта, която преследва Мавриций, е да възстанови и укрепи Дунавската граница (Дунавски лимес) на империята срещу варварските набези. Чрез превантивни действия, като преминаването на имперски войски в териториите отвъд Дунава, той се стреми да пресече славянските набези на тяхна територия, а също така да стимулира своите войни, като им предоставя възможност за плячка.
За военачалник император Маврикий назначава Прискос (на латински: Priscus), който през пролетта на 593 година започва систематично да пречи на славяните в опитите им да преминават Дунава. След няколко успешни битки той се прехвърля с легионите на север от Дунава и започва да преследва славяните в днешна Румъния. Въпреки горския и блатист терен той не само успява да прекрати напълно набезите на славяните в Мизия, но и им нанася няколко тежки поражения. Сраженията продължават до есента, когато въпреки заповедта на император Маврикий, да остане да зимува в превзетите територии и да използва замръзналия терен (блата и реки) за да довърши славяните, Проскос се прехвърля с легионите в зимен лагер в Одесос. Гладни и изтощени от целогодишните битки, благоприятствани от отстъплението на римските легиони, славяните преминават през зимата на 593/594 г. Дунава и отново плячкосват Мизия и Македония. По време на тези набези славяните разрушават на запад Акис (на латински: Aquis), Скупи (на латински: Scupi, днешно Скопие) и Залдапа (на латински: Zaldapa, в днешна Добруджа).
Заради отстъплението на легионите и последващи набези на славяните, император Маврикий заменя в началото на 594 г. Прискос с неговия брат Петрос (на латински: Petros). Новия военачалник Петрос успява да се противопостави на славяните. Под негово ръководство край Марцианополис (на латински: Marcianopolis, днешна Девня) е разгромена славянска военна формация завръщаща се към Влашко с плячка. Впоследствие Петрос започва да патрулира по Дунава между Асимус (на латински: Asimus, западно от Новае) и Черно море. В края на август той все пак прекосява Дунава при Секуриска (на латински: Securisca), западно от Новае срещу устието на реката Алута (днес река Олт в Румъния). Там го очаква засада на славянско племе с предводител по име Пеирагастус (на латински: Peiragastus). Засадата е обаче неуспешна. Петрос успява да се наложи въпреки че конницата му още не е прекосила Дунава. След нейното прехвърляне на северния бряг Петрос се отправя на изток, където след няколко успешни битки, в които успява да смути приготовленията на славяните за нови грабежи, достига до река Хелибакиа (на латински: Helibacia).
С поход до Сингидунум (595 г.), поддържан от ромейската дунавска флота, е предотвратено аварско нападение срещу града. Неуверени аварите променят целите си и нападат по-бедната провинция Далмация. За Прискос защитата на дунавската граница има приоритет, затова срещу аварите той изпраща малка военна част с единствената задача да им отнеме придобитата в Далмация плячка.

## Пауза (596 – 597 г.)
След частичните успехи на аварите в Далмация на Балканите се установява за около година и половина относителен мир. Аварите търсят успех на запад срещу франките, а ромеите предприемат (596 г.) малки походи срещу славяните по долното течение на Дунава без да се възползват от ангажираността на аварите на запад. Не са известни и големи набези на славяни в този период.